# Józef Reutt
Józef Reutt (ur. 26 sierpnia 1901 w Petersburgu, zm. 30 maja 1972) – polski psycholog i profesor nadzwyczajny Katolickiego Uniwersytetu Lubelskiego.

## Biografia
Po zakończeniu I wojny światowej rozpoczął naukę  w Wilnie i w 1923 r. ukończył Państwowe Gimnazjum im. Adama Mickiewicza w tym mieście. Studiował filozofię na Uniwersytecie Stefana Batorego, a następnie psychologię i filozofię na Sorbonie we Francji  W 1931 r. na Uniwersytecie Wileńskim otrzymał tytuł magistra dzięki pracy zatytułowanej Teoria uczuć u Spinozy. Doktorat zatytułowany „Przedstawienie celu a postępowanie” napisał i obronił podczas wojny na tajnym Uniwersytecie Ziem Zachodnich w Warszawie, a potem formalnie w 1945 r. na Uniwersytecie Poznańskim. Sprawował funkcję sekretarza Polskiego Towarzystwa Psychologicznego i przewodniczącego Rady Oddziałowej ZZNP. W 1951 r. zaczął habilitację na Uniwersytecie Poznańskim, lecz przerwał ją z powodu zarządzenia władz. W 1952 r. został uhonorowany najwyższą nagrodą Rektora Uniwersytetu Poznańskiego za szczególne osiągnięcia pedagogiczne i w dziedzinie organizacji nauki i nauczania. Od 1954 r. był kierownikiem Zespołu Katedry Psychologii na Wydziale Filozofii Chrześcijańskiej Katolickiego Uniwersytetu Lubelskiego. W tym samym roku również mianowano go na profesora nadzwyczajnego tej uczelni. W późniejszym okresie zajmował się badaniem zagadnień psychofizjologicznych w oparciu o prace Pawłowa i jego szkoły. Zmarł 30 maja 1972 r.

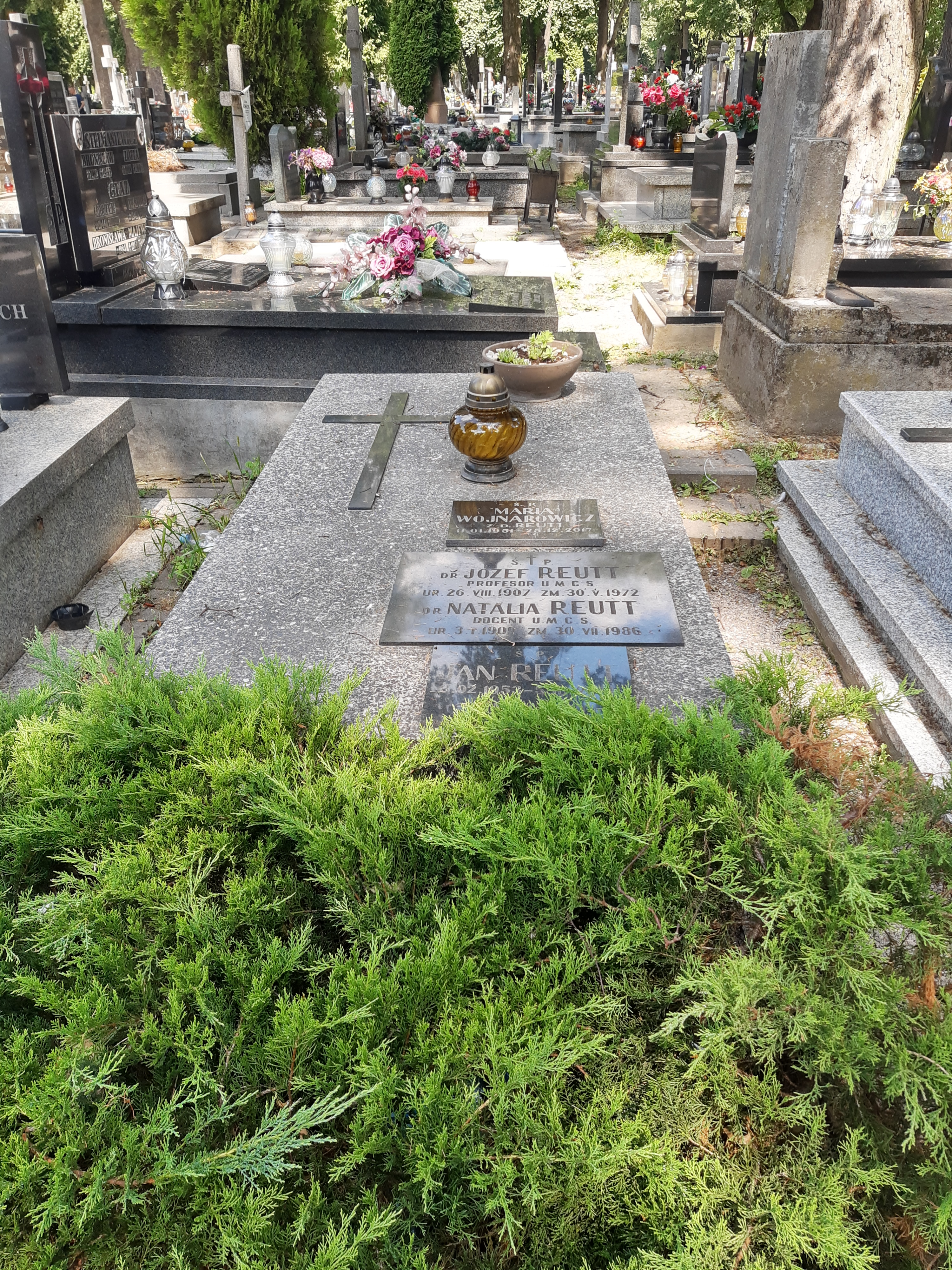
Grób Józefa i Natalii Reuttów na cmentarzu przy ulicy Lipowej

Jego żoną była Natalia Reuttowa.

## Publikacje
- 1947: Przedstawienie celu a postępowanie[1].
- 1949: Badania psychologiczne nad wahaniem[1].
- 1952: Psychologia woli w nauce radzieckiej[1].
- 1952: Rozwój woli dziecka w pierwszym roku życia (wspólnie z Natalią Reuttową)[1].
- 1953:  O słownych wyrazach przeżyć woli[1].